# Pierre d'Auvergne (théologien)
Pour l’article homonyme, voir Peire d'Alvernhe.
Ne doit pas être confondu avec Pierre Ier de Cros ou Pierre de Cros.
Pierre d'Auvergne (en latin Petrus de Alvernia) est un philosophe et théologien du collège de Sorbonne actif à la fin du XIIIe siècle. Il n'est autre que Pierre de Croc ou de Cros, évêque de Clermont nommé le 21 janvier 1302 et mort le 25 septembre 1304.

## Carrière
À Paris au début des années 1270, il fut désigné recteur de la Faculté des arts en 1275 par le légat pontifical Simon de Brion (lors de troubles dans l'Université). Il commença un cursus de théologie vers 1283 et décrocha le titre de magister theologiæ début 1296. Une bulle du pape Boniface VIII datée du 18 juin 1296 (adressée magistro Petro de Croc) le nomme chanoine de la cathédrale de Paris, lui concédant le privilège de pouvoir conserver un autre canonicat qu'il possédait déjà dans la cathédrale de Clermont. Une autre bulle du même pape, datée du 21 janvier 1302 et adressée au roi Philippe le Bel, le nomme évêque de Clermont. Il est signataire de l'acte d'accusation contre Boniface VIII et de l'appel à un concile général adoptés par une assemblée de prélats réunie au Louvre le 13 juin 1303.
Il a été l'un des commentateurs d'Aristote les plus influents du Moyen Âge. La large diffusion de son œuvre est révélée par le grand nombre de manuscrits conservés (près de cent cinquante). Il a commenté presque tous les textes d'Aristote alors objets d'enseignement dans la Faculté des arts. Sur le traité Du ciel (à partir de III, 9), la Politique (à partir de III, 7) et les Météorologiques (à partir de II, 11, jusqu'à la fin du livre III), il a continué les commentaires de Thomas d'Aquin, et leurs textes ont été transmis conjointement. Il est également l'auteur d'un recueil de Sophismata, et de Questions quodlibétiques datant de la période 1296/1301, où il s'écarte quelque peu du système thomiste.

### Éditions des œuvres
Pas de traduction en français
- Arthur P. Monahan (éd.), « Quæstiones in Metaphysicam Petri de Alvernia », in James R. O'Donnell (dir.), Nine Mediaeval Thinkers. A Collection of Hitherto Unedited Texts, Toronto, 1955, p. 145-181.
- Gundisalvus Maria Grech (éd.), The Commentary of Peter of Auvergne on Aristotle's Politics. The Inedited Part (Book III, less. I-VI). Introduction and Critical Text, Rome, 1967.
- Anthony J. Celano (éd.), « Peter of Auvergne's Questions on Books I and II of the Ethica Nicomachea. A Study and Critical Edition », Mediaeval Studies XLVIII, 1986, p. 1-110.
- Robert Andrews (éd.), « Petrus de Alvernia. Quæstiones super Prædicamentis. An Edition », Cahiers de l'Institut du Moyen Âge grec et latin LV, 1987, p. 3-84.
- Antonino Tiné (éd.), « Le questioni su Porfirio di Pierre d'Auvergne », Archives d'histoire doctrinale et littéraire du Moyen Âge LXIV, 1997, p. 235-333.
- Michael Dunne (éd.), « The Commentary of Peter of Auvergne on Aristotle's On Length and Shortness of Life », Archives d'histoire doctrinale et littéraire du Moyen Âge LXIX, 2002, p. 153-200.
- Evert L. J. Poortman (éd.), Petrus de Alvernia. Sententia super librum De vegetabilibus et plantis, Leyde, E. J. Brill, 2003.
- P. de Leemans, "Peter of Auvergne on Aristotle's De motu animalium and the Ms. Oxford, Merton College 275", Archives d'histoire doctrinale et littéraire du Moyen Âge, 71, 20045, p. 129-202.
- David Bloch (éd.), « Peter of Auvergne on Memory. An Edition of the Quæstiones super De memoria et reminiscentia », Cahiers de l'Institut du Moyen Âge grec et latin LXXVIII, 2007.
- Sten Ebbesen et Irène Rosier (éds.), Boethii, Petri Alverniensis aliorumque Sophismata, Corpus Philosophorum Danicorum Medii Ævi 9 (en prép.).
- Marco Tost (éd.), The Quæstiones super libros Politicorum, by Peter of Auvergne. Critical Edition and Interpretative Study, thèse, Université de Fribourg (en prép.).

### Études sur Pierre d'Auvergne
- Edgar Hocedez, « La théologie de Pierre d'Auvergne », Gregorianum XI, 1930, p. 526-552.
- Edgar Hocedez, « Les Quæstiones in Metaphysicam de Pierre d'Auvergne », Archives de Philosophie IX, 1932, p. 179-234.
- Edgar Hocedez, « La vie et les œuvres de Pierre d'Auvergne », Gregorianum XIV, 1933, p. 3-36.
- (en) Arthur Patrick Monahan, The Doctrine of Being in Peter of Auvergne's Quæstiones in Metaphysicam, thèse, Université de Toronto, 1953 ; éd. BiblioBazaar, 2011.
- (en) Griet Galle, « A Comprehensive Bibliography on Peter of Auvergne », Bulletin de philosophie médiévale XLII, 2000, p. 53-79 ; « A Comprehensive Bibliography on Peter of Auvergne. Supplement », Bulletin de philosophie médiévale XLVII, 2005, p. 87-96..
- (en) Griet Galle, « Peter of Auvergne on the Unicity of the World », Recherches de théologie ancienne et médiévale LXVIII, 2001, p. 111-141.
- Irène Rosier, Sten Ebbesen, « Petrus de Alvernia + Boethius de Dacia : Syllogizantem ponendum est terminos », Cahier de l'Institut du Moyen Âge grec et latin LXXV, 2004, p. 161-218.
- (en) Christopher Schabel, « The Quodlibeta of Peter of Auvergne », in Chr. Schabel (dir.), Theological Quodlibeta in the Middle Ages, vol. II : The Fourteenth Century, Leyde-Boston, E. J. Brill, 2007, p. 81-130.